# 河间市
河间市是中华人民共和国河北省的一个县级市，由沧州市代管。位于河北中部、冀中平原的腹地。

## 历史
“河间”之名据《禹贡》和《水经注》所载，原指上古九河流域之间的区域。
其名称始出现於战国时代，当时属于燕国的武垣县。汉代和西晋初年河间曾四次成为亲王封地，称河间国或河间郡，治乐成县。八王之乱后，河间国废。至隋代，武垣县改名为河间县，并设河间郡。唐代沿袭隋制，仍为河间郡。宋代设河间府，元代设河间路，明、清复为河间府。1913年民國政府废府存县。1990年撤县设市。

## 人口
根據第七次人口普查數據，截至2020年11月1日零時，河間常住人口為795198人。

## 地理
河间地处华北平原上，全境地势平缓，年平均气温12℃，降水量561毫米。

## 行政区划
河间市下辖2个街道办事处、9个镇、8个乡、1个民族乡：
瀛州路街道、城垣西路街道、米各庄镇、景和镇、卧佛堂镇、束城镇、留古寺镇、沙河桥镇、诗经村镇、尊祖庄镇、兴村镇、行别营镇、故仙镇、黎民居乡、沙洼乡、西九吉乡、北石槽乡、时村乡、龙华店乡和果子洼回族乡。

## 交通
- 铁路：京九铁路河间西站、朔黄铁路（朔州－黄骅）河间站
- 公路：保沧高速公路、 106国道、 337国道、 331省道、 382省道

## 经济
农业主产小麦、玉米、棉花等，特产鸭梨和金丝小枣。华北油田位于附近，因此河间境内的石油天然气和地热资源也较为丰富，工业有电线电缆、化工、建材、机械、纺织等门类。

### 特产
河间的名小吃驴肉火烧华北闻名，但与保定的驴肉火烧为两大派别，风格存在较大差异。

## 国家级非物质文化遗产
- 河间歌诗